# Saint-Genix-sur-Guiers
Saint-Genix-sur-Guiers là một xã thuộc tỉnh Savoie trong vùng Auvergne-Rhône-Alpes ở đông nam nước Pháp.